# Schlossstraße 25 (Korschenbroich)

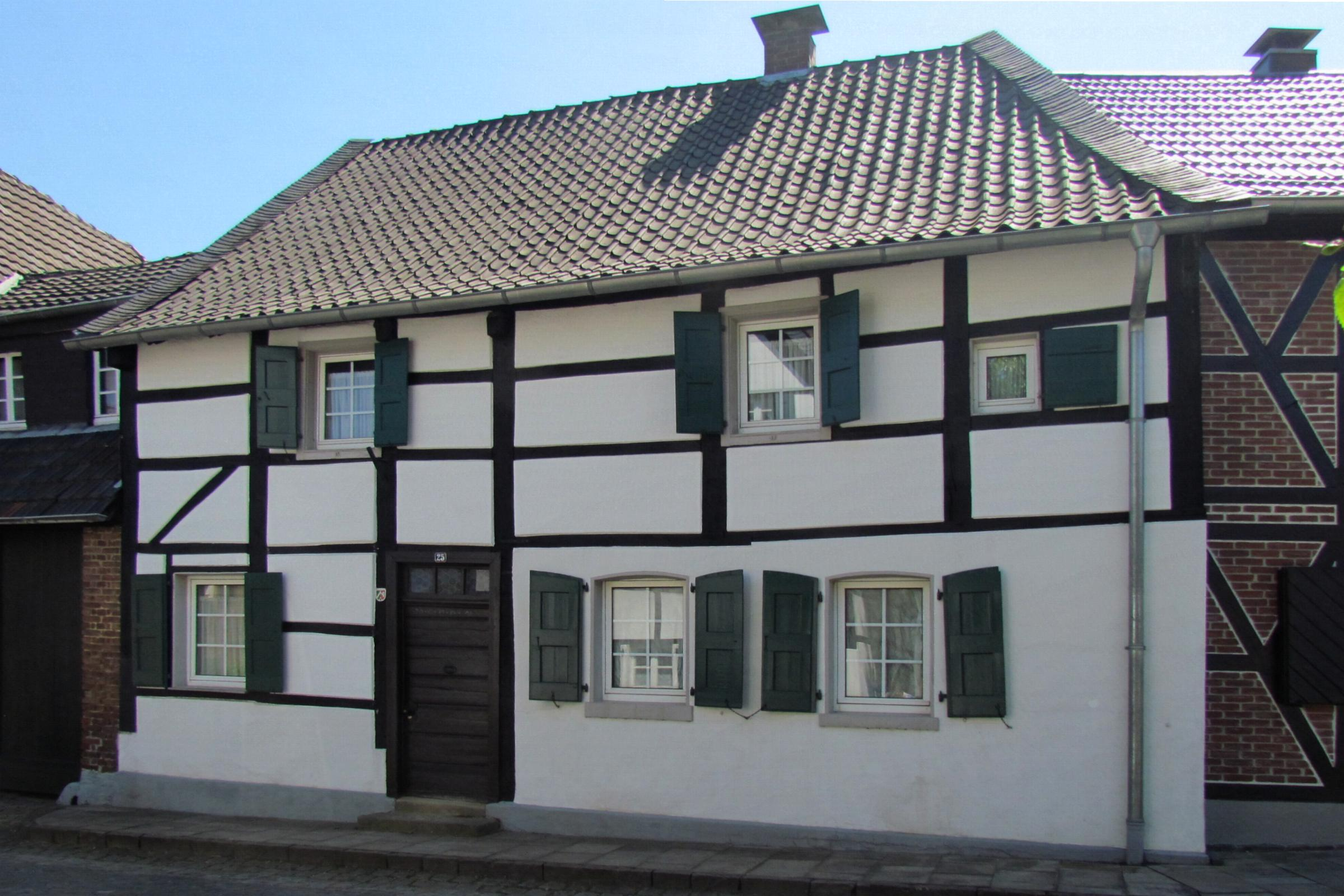
Fachwerkwohnhaus

Das Fachwerkwohnhaus Schlossstraße 25 steht im Stadtteil Liedberg in Korschenbroich im Rhein-Kreis Neuss in Nordrhein-Westfalen.
Das Haus wurde im 18. Jahrhundert erbaut und unter Nr. 134 am 9. Juni 1987 in die Liste der Baudenkmäler in Korschenbroich eingetragen.

## Architektur
Bei dem Denkmal handelt es sich um ein zweigeschossiges traufenständiges Fachwerkwohnhaus. Das Fachwerk des Hauses ist heute verputzt. Das Haus „Schlossstraße 25“ stellt als Bestandteil des denkmalwerten Ensembles des alten historischen Marktes ein Denkmal dar. Liedberg und insbesondere auch der noch vorhandene Markt haben für die Stadtgeschichte von Korschenbroich heimatgeschichtliche Bedeutung.